# Górne (Gołdap)
Górne [ˈɡurnɛ] (deutsch Gurnen) ist ein Ort im Nordosten der polnischen Woiwodschaft Ermland-Masuren und gehört zur Gmina (Stadt- und Landgemeinde) Gołdap (Goldap) im Powiat Gołdapski (Kreis Goldap).

## Geographische Lage und Verkehrsanbindung
Górne liegt zehn Kilometer südwestlich der Stadt Gołdap und ist von Regiele (Regellen) an der Landesstraße 65 aus in zwei Kilometern zu erreichen. Außerdem führt eine Nebenstraße von Botkuny (Buttkuhnen) an der Woiwodschaftsstraße 651 über Kolniszki (Collnischken) direkt in den Ort, ebenso von Zawiszyn (Katharinenhof) über Czarne (Czarnen/Scharnen). Ein Bahnanschluss besteht nicht mehr, seit die PKP-Linie 41 von Ełk (Lyck) über Olecko (Treuburg) nach Gołdap 1993 für den Personenverkehr und seit 2002 für den Güterverkehr geschlossen worden ist.

## Geschichte
Das kleine damals Gurnen genannte Gutsdorf wurde am 18. März 1874 namensgebender Ort für den neu errichteten Amtsbezirk Gurnen, der bis 1945 bestand und zum Landkreis Goldap im Regierungsbezirk Gumbinnen der preußischen Provinz Ostpreußen gehörte.
Im Jahre 1910 zählte der Gutsbezirk Gurnen 225 Einwohner. Am 30. September 1928 schlossen sich Gurnen, Babken  (polnisch: Babki) – nur das Vorwerk Scheelhof (polnisch: Siedlisko, nicht mehr existent) –, Pröken (Przeczka, nicht mehr existent) und Wittichsfelde (Bronisze) zur neuen Landgemeinde Gurnen zusammen. Die Einwohnerzahl stieg bis 1933 auf 587 und betrug 1939 603.
Gurnen kam 1945 infolge des Zweiten Weltkrieges zu Polen und erhielt die polnische Bezeichnung „Górne“. Heute ist der Ort in die Stadt- und Landgemeinde (Gmina) Gołdap (Goldap) eingegliedert mit Sitz eines Schulzenamtes und liegt im Powiat Gołdapski in der Woiwodschaft Ermland-Masuren (1975 bis 1998 Woiwodschaft Suwałki).
Am 31. Dezember 2010 hatte Górne 110 Einwohner.

### Amtsbezirk Gurnen (1874–1945)
Zu den Landgemeinden bzw. Gutsbezirken, die 1874 den Amtsbezirk Gurnen bildeten, gehörten 15 Orte:
| Name (bis 1938)                  | Name (1938–1945)        | Polnischer Name | Bemerkungen                                                                                 |
| -------------------------------- | ----------------------- | --------------- | ------------------------------------------------------------------------------------------- |
| Landgemeinden:                   |                         |                 |                                                                                             |
| Dzingellen                       | Widmannsdorf            | Dzięgiele       |                                                                                             |
| Friedrichowen                    | Friedrichau             | Wrotkowo        |                                                                                             |
| Kosaken                          | Rappenhöh               | Kozaki          |                                                                                             |
| Mlinicken                        | Buschbach               | Młyniki         |                                                                                             |
| Pogorzellen                      | Hegelingen (seit: 1906) | Pogorzel        |                                                                                             |
| Pröken                           | Pröken                  | Przeczka        | 1928 in die Landgemeinde Gurnen eingegliedert                                               |
| Regellen                         | Glaubitz (Ostpr.)       | Regiele         |                                                                                             |
| Satticken                        | Satticken               | Zatyki          |                                                                                             |
| Szielasken 1936–1938 Schielasken | Hallenfelde             | Żelazki         |                                                                                             |
| Gutsbezirke:                     |                         |                 |                                                                                             |
| Babken                           | Steinbrück              | Babki           | 1928 in die Landgemeinden Gurnen bzw. Szielasken eingegliedert                              |
| Dorschen                         | Dorschen                | Dorsze          | 1928 in die Landgemeinde Hegelingen eingegliedert                                           |
| Gurnen                           | Gurnen                  | Górne           | 1928 in Landgemeinde umgewandelt                                                            |
| Kosaken                          | Rappenhöh               | Kozaki          | 1928 in die Landgemeinde Kosacken eingegliedert                                             |
| Wilkassen                        | Kleineichicht           | Wilkasy         | 1928 in die Landgemeinde Kamionken (1938–1945 Eichicht, Amtsbezirk Altenbude) eingegliedert |
| Wittichsfelde                    | Wittichsfelde           | Bronisze        | 1928 in die Landgemeinde Gurnen eingegliedert                                               |

Am 1. Januar 1939 wurden aus dem Amtsbezirk Rogainen (heute polnisch: Rogajmy) drei Gemeinden in den Amtsbezirk Gurnen umgegliedert: Mörleinstal (bis 1938 Marlinowen, polnisch: Marlinowo), Scharnen (bis 1938 Czarnen, polnisch: Czarne) und Summau (bis 1938 Summowen, polnisch: Sumowo). Am 1. Januar 1945 bestand der Amtsbezirk Gurnen noch aus zwölf Gemeinden: Buschbach, Friedrichau, Glaubitz, Gurnen, Hallenfelde, Hegelingen, Mörleinstal, Rappenhöh, Satticken, Scharnen, Summau und Widmannsdorf.

## Religionen

### Kirchengebäude

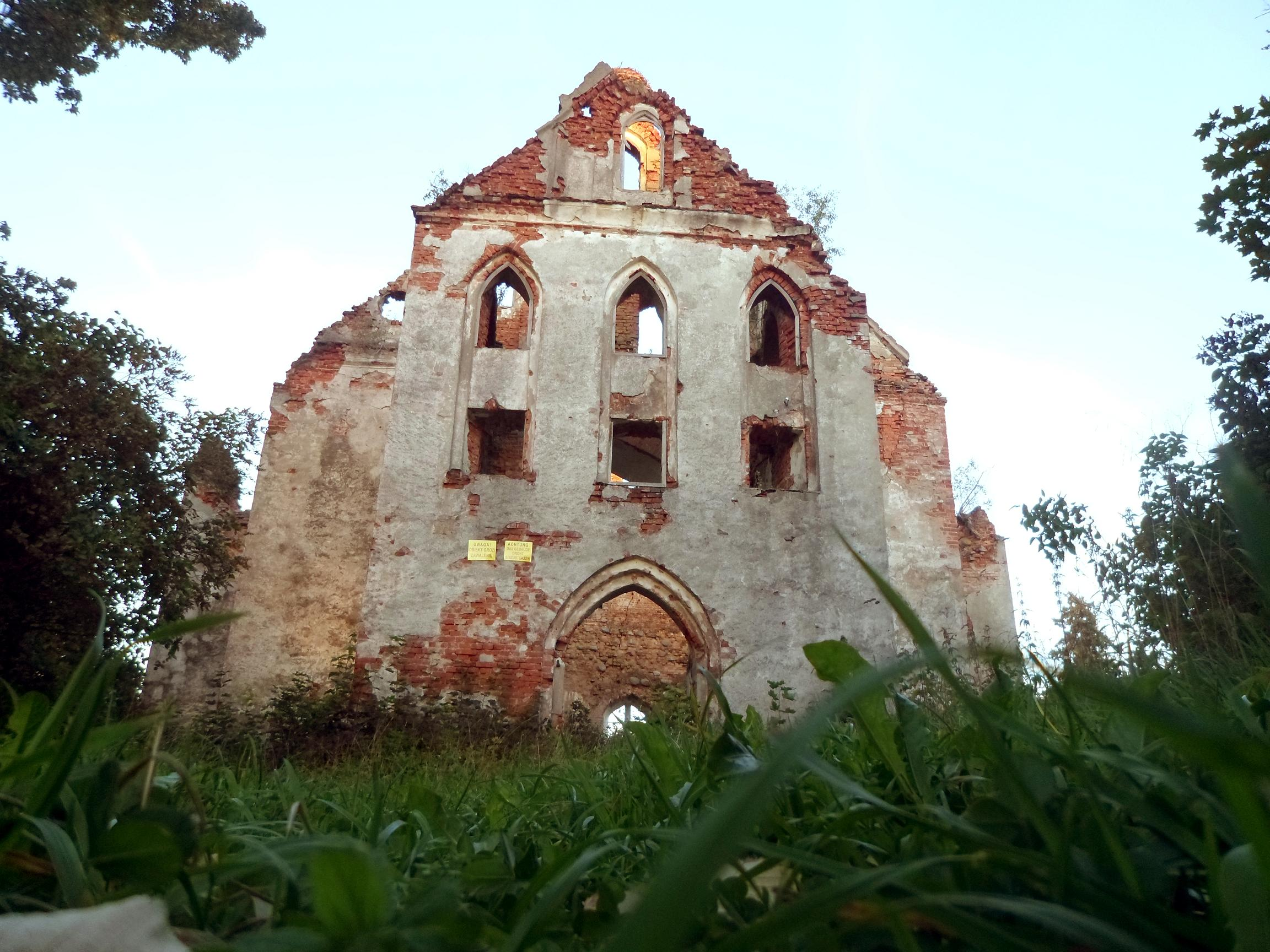
Ruine der evangelischen Kirche in Górne (Gurnen)

Bereits im Jahre 1566 wurde in Gurnen Kirchenland verschrieben. Der erste Kirchenbau erfolgte in den Jahren 1574 bis 1581. Es war die älteste Kirche im Landkreis Goldap. Zwischen 1612 und 1617 wurde die Kirche einem grundlegenden Umbau unterzogen.
In der Mitte des 19. Jahrhunderts war das Gotteshaus so beschädigt, dass der Turm abgerissen werden musste und ein Umbau vorgenommen wurde. Die Kirche wurde jetzt aus Feldsteinen im romanischen Stil ohne Turm hergerichtet.
Im Januar 1945 wurde die Kirche nach Einzug der sowjetischen Truppen in Brand gesteckt und ist heute nur noch als Ruine an ihrem Platz auszumachen.

### Kirchengemeinde
Die überwiegende Mehrheit der Gurner Einwohner war bis 1945 evangelischer Konfession. Gurnen war seit 1612 Pfarrdorf mit einem weitflächigen, 13 Ortschaften zählenden Kirchspiel mit zuletzt etwa 2.800 Gemeindegliedern. Es gehörte zum Kirchenkreis Goldap in der Kirchenprovinz Ostpreußen der Kirche der Altpreußischen Union.
Aufgrund von Flucht und Vertreibung der deutschen Bevölkerung sank die Zahl der evangelischen Kirchenglieder nahe Null. In Górne siedelten sich polnische Bürger an, die meist zur katholischen Kirche gehörten. In Górne errichtete man die Pfarrei Św. Antoniego Padewskiego (Hl. Antonius von Padua), die dem Dekanat Gołdap im Bistum Ełk (Lyck) der Katholischen Kirche in Polen zugehört. Hier lebende evangelische Kirchenglieder gehören zur Kirchengemeinde Gołdap, die eine Filialgemeinde der Kirche in Suwałki (Suwalken) in der Diözese Masuren der Evangelisch-Augsburgischen Kirche in Polen ist.

### Kirchspielorte (bis 1945)
Zum Kirchspiel der Kirche Gurnen gehörten bis 1945 neben dem Pfarrdorf 18 Orte, Ortschaften und Wohnplätze:
| Deutscher Name                      | Änderungsname 1938 bis 1945 | Polnischer Name              |  | Deutscher Name                   | Änderungsname 1938 bis 1945 | Polnischer Name |
| ----------------------------------- | --------------------------- | ---------------------------- |  | -------------------------------- | --------------------------- | --------------- |
| Babken                              | Steinbrück                  | Babki                        |  | Ostrowen                         | Mühlhof                     | Ostrowo         |
| Borkowinnen                         | Jarken                      | Borkowiny                    |  | Pröken                           |                             | Przecka         |
| *Dorschen                           |                             | Dorsze                       |  | *Regellen                        | Glaubitz (Ostpr.)           | Regiele         |
| *Dzingellen                         | Widmannsdorf                | Dzięgiele                    |  | *Satticken                       |                             | Zatyki          |
| Friedrichshof                       |                             | Stachowięta, jetzt: Piastowo |  | Scheelhof                        |                             | Siedlisko       |
| *Hegelingen (bis 1906: Pogorzellen) |                             | Pogorzel                     |  | *Szielasken 1936–38: Schielasken | Hallenfelde                 | Żelazki         |
| Kalkowen                            | Kalkau                      | Kalkowo                      |  | Tartarren                        | Noldental                   | Tatary          |
| *Kosaken                            | Rappenhöh                   | Kozaki                       |  | Wilkassen                        | Kleineichicht               | Wilkasy         |
| Mlinicken                           | Buschbach                   | Młyniki                      |  | Wittichsfelde                    |                             | Bronisze        |

### Kirchenbücher (bis 1945)
Von den Kirchenbuchunterlagen des evangelischen Kirchspiels Gurnen ist eine Vielzahl erhalten und werden im Evangelischen Zentralarchiv in Berlin-Kreuzberg aufbewahrt:
- Taufen: 1749 bis 1944
- Trauungen: 1749 bis 1944
- Beerdigungen: 1726 bis 1944.

## Persönlichkeiten
- Wilhelm Ernst von Buddenbrock (* 1715 in Gurnen), preußischer Major und Kommandeur des 1. Stehenden Grenadier-Bataillons († 1760)